# 石岡ショウエイ
石岡 ショウエイ（いしおか ショウエイ）、石岡 琉衣（いしおか るい）、本名：石岡 昌英（いしおか まさひで、1974年7月19日 - ）は、日本の漫画家、小説家。

## 略歴
富山県井波町出身。富山県立砺波高等学校、名古屋大学法学部卒。集英社の『月刊少年ジャンプ』 (MJ) 次いで『週刊少年ジャンプ』 (WJ) で活動。『MJ』時代は度々筆名を変更しており、別名義に「石岡昌英」「甲斐昌英」「石岡ショウエイ」「石波昌英」（いしなみ まさひで）がある。代表作は『ベルモンド Le VisiteuR』。2011年からは石岡 琉衣（いしおか るい）の名義で小説家として活動している。
愛知県で学生時代を過ごした後、テレビ局勤務を経て24歳のときに画家を志して会社を退職、その後漫画家志望に転向する。当初は漫画原作者を目指し漫画賞のネーム部門への投稿を行い、2000年には2月期（第2回）月ジャンマンガグランプリ・ネーム部門ブロンズ賞を受賞している。後に作画も手がけるようになり、 2001年1月期（第13回）月ジャンマンガグランプリブロンズ賞を受賞。同年『MJ』2001年真夏増刊号に掲載された読切版「LEO the GOLD」でデビュー。翌年には本誌8月号より同作の連載版を開始し、連載デビューを果たす。
2005年にWJ増刊の『赤マルジャンプ』に読切「トラ!! the goal-d Gravi-ruler」を発表して以降は『WJ』に活動の場を移し、2007年32号より「ベルモンド Le VisiteuR」を『WJ』本誌で連載。
「ベルモンド Le VisiteuR」の連載前から脳の病気を発症し、同作終了後は執筆活動を休止した。2011年には、Jコミのβ2テストにおいて『ベルモンド Le VisiteuR』を無料公開している。
漫画執筆休止後、小説の執筆を開始。2011年、石岡琉衣名義で第12回ボイルドエッグズ新人賞を受賞。
好きな漫画は『ジョジョの奇妙な冒険』（荒木飛呂彦）・『バガボンド』（井上雄彦）・『ヒミズ』（古谷実）・『度胸星』（山田芳裕）。好きな漫画家は宮崎駿。

## 作品リスト

### 漫画
- 連載2作については集英社の〈ジャンプ・コミックス〉より単行本が発行されている。巻数については備考欄に記載。
- 備考欄に収録情報の記載がない読切は単行本未収録。
- 「月ジャンマンガグランプリ」については「MJMG」の形で略記。

| タイトル                                      | 形式 | 掲載誌                                        | 名義           | 備考                                  |
| --------------------------------------------- | ---- | --------------------------------------------- | -------------- | ------------------------------------- |
| SKATER'S HiGH                                 | 読切 | 未掲載（2000年）                              | 石岡昌英       | 第2回MJMG・ネーム部門ブロンズ賞受賞作 |
| アンビシャス100（イチマルマル）               | 読切 | 未掲載（2001年）                              | 甲斐昌英       | 第13回MJMGブロンズ賞受賞作            |
| LEO the GOLD【読切版】                        | 読切 | 『月刊少年ジャンプ』2001年夏の特大号          | 石岡ショウエイ | デビュー作、連載版下巻に収録          |
| LEO the GOLD【連載版】                        | 連載 | 『月刊少年ジャンプ』2002年8月号 - 2003年2月号 | 石波昌英       | 全7回、上下巻                         |
| 銀アンギャルド♠                               | 読切 | 『月刊少年ジャンプ』2005年2月号               | 石岡昌英       |                                       |
| トラ!! the goal-d Gravi-ruler                 | 読切 | 『赤マルジャンプ』2005年SUMMER号              | 石岡ショウエイ | 『ベルモンド』2巻に収録               |
| ベルモンドの拷問百景 - Belmonde le visiteur - | 読切 | 『赤マルジャンプ』2006年SUMMER号              | 石岡ショウエイ | 『ベルモンド』3巻に収録               |
| ベルモンド Le VisiteuR                        | 連載 | 『週刊少年ジャンプ』2007年32号 - 51号         | 石岡ショウエイ | 全19回、全3巻                         |
| 天空にかける橋―神の山に挑んだ男たち―          | 読切 | 単行本（2013年）                              | 石岡ショウエイ | 脚本・絵コンテ                        |
| オヤスミストと眠れぬ吸血鬼                    | 連載 | 単行本（2019年）                              | 石岡ショウエイ | 全7回、全1巻、文響社                  |

### 文筆
| タイトル             | ジャンル | 掲載誌                     | 名義     | 備考                                  |
| -------------------- | -------- | -------------------------- | -------- | ------------------------------------- |
| 白馬に乗られた王子様 | 小説     | 単行本（2011年）           | 石岡琉衣 | 第12回ボイルドエッグズ新人賞受賞、SHC |
| イナミアの子猫       | エッセイ | ボイルドエッグズオンライン | 石岡琉衣 | web連載                               |
| ベタめカンタービレ   | 短編小説 | 小説すばる（2012年）       | 石岡琉衣 | 集英社                                |
| 白き隣人             | 小説     | 単行本（2012年）           | 石岡琉衣 | 新潮社                                |

## 出演
- 石岡琉衣の、ベッドの上の僕の本棚（2011年-、KNBラジオ・『ご近所ラジオKNB!』内）

## 関連人物
- 福島鉄平 - 福島の作品「サムライうさぎ」に石岡がヘルプアシスタントとして参加[11]。
- アシスタント経験者
  - 西公平（「ベルモンドの拷問百景」のみ）[12]
  - 松本直也[13]
  - 水野輝昭[13]
  - 山仲剛太[13]